# Florence, Mississippi
Florence là một thành phố thuộc quận Rankin, tiểu bang Mississippi, Hoa Kỳ. Năm 2010, dân số của thành phố này là 4 141 người.

## Dân số
- Dân số năm 2000: 2 429 người.
- Dân số năm 2010: 4 141 người.